# Petneházi
A Petneházi vagy Petneházy régi magyar családnév, amely a származási helyre utalhat: Petneháza (Szabolcs-Szatmár-Bereg vármegye).

## Híres Petneházi nevű személyek
Petneházi
- Petneházi Márk (1988) magyar labdarúgó

Petneházy
- Petneházy Attila (1966) magyar színész, országgyűlési képviselő (2014–2018, Fidesz)
- Petneházy Dávid (1645 körül – 1686 vége/1687 eleje) kuruc kapitány, később I. Lipót magyar király ezredese.
- Petneházy Ferenc (1913–1984) költő, műfordító
- Petneházy Kiss Bence (1924–2013) magyar népművész, író, költő